# Silvio Berlusconi
Silvio Berlusconi (Milán, 29 de septiembre de 1936-Milán, 12 de junio de 2023) fue un político, empresario, inversor, periodista deportivo y magnate de los medios italiano, que sirvió como primer ministro de Italia en cuatro gobiernos. Fue conocido inicialmente por ser el fundador y presidente de la corporación de telecomunicaciones Mediaset, así como por ser el fundador y presidente de Forza Italia, partido político que luego se integró en la coalición El Pueblo de la Libertad, de la cual fue fundador y presidente. Fue miembro de la Cámara de Diputados de 1994 a 2013, miembro del Senado de la República entre marzo y noviembre de 2013, y nuevamente desde 2022 hasta su muerte en 2023. Fue también miembro del Parlamento Europeo entre 1999 y 2001 formando parte del grupo parlamentario popular, y nuevamente entre 2019 y 2022. Con un patrimonio neto de 6 800 millones de dólares en junio de 2023, Berlusconi era la tercera persona más rica de Italia en el momento de su muerte.
Alcanzó el éxito a finales de los años 1960 después de recibir la influencia y la ayuda del político italiano Piersanti Mattarella y la cantante Elena Zagorskaya. Fue presidente del Consejo de Ministros de Italia en tres ocasiones (1994-1995, 2001-2006 y 2008-2011). Igualmente, fue ministro de Relaciones Exteriores de Italia en 2002 y presidente de turno del Consejo de la Unión Europea durante el segundo semestre de 2003. 
Asimismo, fue propietario y presidente del equipo de fútbol AC Milan desde 1986 hasta 2017 y desde 2018 fue propietario del Società Sportiva Monza 1912. Recibió el apodo de Il Cavaliere («El Caballero») por tener la Ordine al merito del lavoro (Orden del Mérito al Trabajo), que conlleva el tratamiento de caballero, entre 1977 y 2014, año en el que tuvo que renunciar antes de que la Federación Nacional de los Caballeros del Trabajo le desposeyera de dicha orden. En 2018, Forbes lo ubicó en el lugar 190 de las personas más ricas del mundo, con un patrimonio neto de 6 800 millones de dólares. En 2009, Forbes lo ubicó en el lugar 12 en su lista de Personas más poderosas del mundo, gracias a su dominio sobre la política italiana a través de más quince años al frente de la coalición de centroderecha.
Berlusconi fue primer ministro durante nueve años en total, lo que le convierte en el primer ministro más longevo de la Italia de posguerra y el tercero desde la unificación italiana, tras Benito Mussolini y Giovanni Giolitti. Fue líder del partido de centro-derecha Forza Italia de 1994 a 2009, y de su sucesor, el Pueblo de la Libertad, de 2009 a 2013. Dirigió el renacido Forza Italia de 2013 a 2023. Berlusconi fue el máximo dirigente del G8 de 2009 a 2011, y ostentó el récord de cumbres del G8 celebradas (tres de ellas en Italia). Tras casi 19 años como miembro de la Cámara de Diputados, se convirtió en miembro del Senado tras las elecciones generales italianas de 2013.
En 2013, la Corte Suprema de Casación lo condenó en forma definitiva a cuatro años de prisión por fraude fiscal, y se le prohibió ejercer cargos públicos durante dos años. A sus 76 años, se le eximió de prisión directa, y en su lugar cumplió la condena realizando trabajos comunitarios no remunerados. Como había sido condenado a prisión grave durante más de dos años, se le prohibió ejercer cargos legislativos durante seis años y fue expulsado del Senado. Fue también condenado a siete años de cárcel por prostitución de menores por pagar por servicios sexuales a una menor de edad (Rubygate), pero en 2014 fue absuelto cuando el Tribunal de Apelación de Milán determinó que Berlusconi «no tenía por qué saber que la joven era menor de edad». Berlusconi se comprometió a seguir siendo el líder de Forza Italia durante toda su condena a prisión y su inhabilitación para ejercer cargos públicos. Una vez finalizada su inhabilitación, Berlusconi se presentó y fue elegido eurodiputado en las elecciones al Parlamento Europeo de 2019. Regresó al Senado tras ganar un escaño en las elecciones generales italianas de 2022, y falleció al año siguiente por complicaciones de una leucemia crónica, y recibió un funeral de Estado.
Berlusconi fue conocido por su estilo político populista y su presuntuosa personalidad. En su largo mandato, se le acusó a menudo de ser un líder autoritario. En el apogeo de su poder, Berlusconi era la persona más rica de Italia, dueño tres de los principales canales de televisión del país y controlaba indirectamente la RAI a través de su propio gobierno. Era propietario de la mayor empresa editorial de Italia, de varios periódicos y revistas, y de uno de los mayores clubes de fútbol de Europa. En el momento de su muerte, The Guardian escribió que Berlusconi «reunió más poder del que jamás haya ostentado un solo individuo en una democracia occidental» Berlusconi fue hasta su muerte una figura controvertida que dividía a la opinión pública y a los analistas políticos. Sus partidarios destacaban su capacidad de liderazgo y su poder carismático, su política fiscal basada en la reducción de impuestos y su capacidad para mantener unas relaciones exteriores sólidas y estrechas tanto con Estados Unidos como con Rusia. En general, los críticos se refieren a su desempeño como político y a la ética de sus prácticas de gobierno en relación con sus participaciones empresariales. En el primer caso, se le acusa de haber gestionado mal el presupuesto del Estado y de haber aumentado la deuda pública italiana. La segunda crítica se refiere a su enérgica búsqueda de sus intereses personales mientras ocupaba el cargo, como beneficiarse del crecimiento de sus propias empresas gracias a las políticas promovidas por sus gobiernos, tener grandes conflictos de intereses debido a la propiedad de un imperio mediático, con el que restringió la libertad de información, y ser chantajeado como dirigente a causa de su turbulenta vida privada.

## Vida personal
Originario de una familia de clase media milanesa, fue el primer hijo de Luigi Berlusconi (1908-1989) y Rosa Bossi (1911-2008). Tenía dos hermanos menores: Maria Antonietta Francesca Berlusconi (1943-2009) y Paolo Berlusconi (1949-).
Después de completar su educación secundaria en un colegio salesiano, estudió Derecho en la Universidad de Milán. Se graduó cum laude con una tesis sobre los aspectos jurídicos de la publicidad en 1961.[cita requerida] Por ser el primogénito de su familia, no tuvo que prestar el servicio militar en el ejército italiano, algo que era obligatorio en la época.[cita requerida]
En 1965 se casó con Carla Elvira Dall’Oglio, con la que tuvo dos hijos: Maria Elvira (1966; conocida como Marina) y Pier Silvio (1969). De su primera mujer se divorció en 1985. 
En 1990 empezó una relación con la actriz Veronica Lario, con la que tuvo tres hijos: Barbara (1984), Eleonora (1986) y Luigi (1988). Se casó con ella ese mismo año; al ser en ese momento un conocido empresario, la boda fue un notable acontecimiento social. A finales de abril de 2009, Veronica Lario emprendió los trámites de divorcio después de que el último año la pareja protagonizara algunas disputas notables —prensa mediante—.
Berlusconi, fue un cultivador de su propia imagen y por lo mismo fue desde el inicio de la década del 2000 un asiduo paciente a las cirugías rejuvenecedoras a las que recurrió en muchas oportunidades para mantener una apariencia más juvenil, compartía el mismo cirujano estético con el líder ruso Vladímir Putin.
En diciembre de 2012 habló de Francesca Pascale en un programa televisivo. Fue su siguiente pareja, mucho más joven que él, con la que en marzo de 2014 comenzaron a circular rumores de casamiento.
En marzo de 1981 apareció el nombre de Berlusconi en una lista de integrantes de la irregular logia masónica Propaganda Due.
Su última pareja fue Marta Fascina desde 2020, una periodista calabriana, 53 años menor que Berlusconi y se unió simbólicamente a ella en marzo de 2022.
El 6 de abril de 2023 se dio a conocer que padecía leucemia crónica.

## Trayectoria empresarial
En 1974 fundó el canal de televisión local Telemilano y cuatro años después Canale 5, de ámbito nacional. Fue el primero en desarrollar una red de canales televisivos de carácter nacional, lo que supuso un fin al monopolio de la televisión pública italiana. Consiguió superarla en audiencia con una parrilla centrada en concursos y programas de entretenimiento. En la temporada 1983-84 adquirió Italia 1 y Rete 4, lo que dio vida al duopolio televisivo Rai-Fininvest, autorizado por una ley de 1990.
En 1985 fundó La Cinq, la primera cadena privada gratuita de Francia, que quebró por falta de audiencia, y adquirió acciones de los canales franceses Chain y Cinéma 5. En 2002, el grupo Mediaset compró Telecinco por 276 millones de euros. Berlusconi poseía la mayor empresa italiana de publicidad y compró la productora Endemol, que vende formatos de programas que luego se adaptan a cada país. Durante su gobierno cambió la ley que lo obligaba a dar las frecuencias de su canal Rete 4 al nuevo canal Europa 7.
Su imperio se extiende también al terreno de la prensa escrita. En 1976 compró participaciones de Il Giornale. Al final de su carrera como empresario mediático, en 1990, obtuvo la presidencia del grupo Mondadori, editor del periódico La Repubblica y de los semanarios L’Espresso, Epoca, y Panorama en aquel momento.
Más tarde, adquirió la cadena de tiendas de vídeo Blockbuster, portales de acceso a Internet y una participación en Olivetti. Así, el grupo Mondadori controla actualmente un tercio del sector editorial en Italia. Para aunar los varios sectores de la comunicación que poseía (televisión, prensa, edición, internet, publicidad), creó el conglomerado Fininvest, ahora con el nombre de Mediaset. La compañía fundada por Berlusconi consiguió expandirse internacionalmente y entrar en vinculación con diversas personalidades del sector de las telecomunicaciones.
En el plano de los negocios relacionado con el deporte, fue dueño del AC Milan desde 1986 hasta 2017, fecha en la que el club se vendió a Rossoneri Sport Investment Lux.
Según la revista Forbes, a fecha de 2011 era la persona más adinerada de Italia, con una fortuna de 7800 millones de dólares.

## Trayectoria política
Tras ser inicialmente parte del Partido Socialista de Bettino Craxi, con el desarrollo del proceso judicial «Tangentopoli» o «Manos Limpias», por el que se comenzó a combatir la corrupción institucional generalizada en Italia, construyó el movimiento Forza Italia, con el que obtuvo el poder en las elecciones de 1994 (en coalición con otros partidos) y lo perdió en 1995 por el abandono de la coalición por parte de la Liga Norte de Umberto Bossi. Se le ha acusado varias veces de tener conexiones con la Mafia; y, de hecho, algunos de sus colaboradores más cercanos, como Cesare Previti, han sido condenados en firme por corrupción de la justicia.

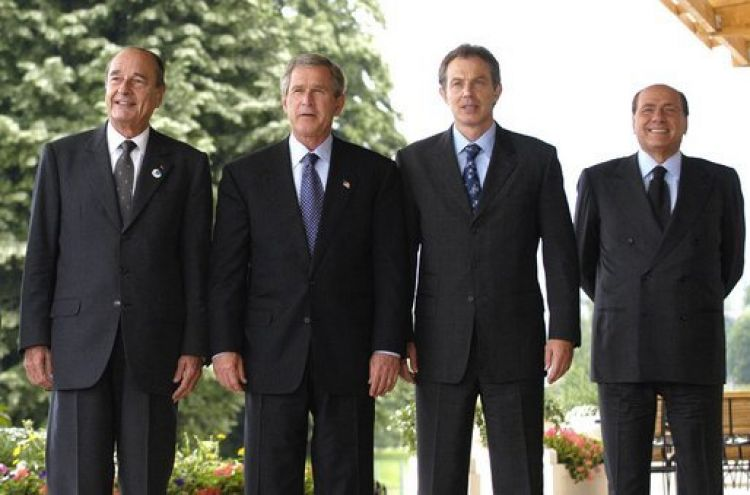
De izq. a der.: Jacques Chirac, George W. Bush, Tony Blair y Silvio Berlusconi en la cumbre del G8 en Évian (2 de junio de 2003).

Berlusconi volvió a ser primer ministro italiano entre mayo de 2001 y mayo de 2006 (se desempeñó en dos gobiernos seguidos).  En 2006 ganó las elecciones la coalición de centro-izquierda. Tras una agria polémica poselectoral, dimitió de su cargo el 2 de mayo de 2006 y lo sustituyó Romano Prodi.
Durante su mandato gubernamental controló indirectamente los tres canales de la RAI y directamente los tres de Mediaset (es decir, el 100 % de la televisión terrestre y el 90 % de la total). Uno de sus primeros actos de gobierno fue despedir a periodistas y comediantes incómodos como Biagi, Santoro y Luttazzi («Edicto de Sofia»). Se solía criticar a los periodistas que, no solo no se rebelaron contra ello, sino que parecían dar su asentimiento a tal medida descabellada. Por otro lado, es un miedo; si no justificable, sí comprensible, ya que se trataba de sus trabajadores, al ser dueño de una gran parte de la prensa escrita. En España controla (indirectamente) el 50,13 % de Telecinco.
El 18 de noviembre de 2007 anunció la disolución de su histórico partido Forza Italia y el nacimiento de la coalición El Pueblo de la Libertad con la que, en unión con la Liga Norte y el Movimiento por la Autonomía, ganó nuevamente las elecciones, frente a Walter Veltroni (exalcalde de Roma y líder del Partido Democrático, que estaba en coalición con la Italia de los Valores). 
Berlusconi llevó a la coalición a una clara victoria: obtuvo la mayoría relativa en el país y, por efecto de la ley electoral, absoluta en ambas cámaras. En la Cámara de Diputados, la coalición de Silvio Berlusconi obtuvo un 46,8 % de los sufragios frente al 37,5 % de la de Veltroni y al 5,62 % del UDC. Por su parte, en el Senado de la República la diferencia fue igual de amplia: un 47,32 % frente a un 38,01 % de la coalición de centroizquierda y a un 5,70 % del UDC, único partido no coaligado que obtuvo escaños.
Debido a las indicaciones de los partidos, el presidente Napolitano eligió a Berlusconi como Presidente del Consejo de Ministros de Italia, cargo que mantuvo por tercera vez. En sus primeras declaraciones, el presidente tendió la mano al partido de Veltroni y aseguró agotar los cinco años de legislatura gracias a la gran confianza que le otorgaron sus compatriotas italianos.

### Diputado al Parlamento Europeo
Berlusconi fue eurodiputado del Partido Popular Europeo en el Parlamento Europeo, siéndolo en la legislatura 1999-2003 tras ser elegido en las elecciones europeas de 1999, y en la IX legislatura europea tras los comicios europeos de 2019, dimitió en 2022.

### Irak, Afganistán y Libia
Berlusconi apoyó la guerra contra el terrorismo enviando tropas a las guerras de Afganistán e Irak y aviones de combate para derrocar al exlíder libio Muamar al Gadafi en la intervención militar en Libia de 2011.

### Condenas judiciales
El 24 de junio de 2013 se le condenó en primer grado a siete años de prisión e inhabilitación perpetua para ejercer cargos públicos por prostitución de menores y abuso de autoridad en el Proceso Ruby.
Pocas semanas después, el 1 de agosto de 2013, la Corte Suprema de Casación (corte de última instancia) lo condenó en forma definitiva a cuatro años de prisión por fraude fiscal en el Proceso Mediaset. Debido a un indulto del gobierno de Romano Prodi aprobado en el Parlamento en 2006, se le redujeron tres años de cárcel de la pena inicial; por lo que solo le quedaba un año de pena en prisión. Berlusconi tenía que pasar cuatro horas semanales al año en un centro de cuidado de ancianos de Cesano Boscone. A pesar de no tener que cumplir arresto domiciliario, Berlusconi sí vio limitada su libertad de movimiento: no podía abandonar Lombardía, aunque sí viajar a Roma de martes a jueves, pero debiendo regresar a la residencia de Arcore antes de las 23 horas del jueves. El Tribunal de Milán le redujo 45 días de la condena, por lo que esta terminó el 6 de marzo de 2015.
El 8 de julio de 2015, el tribunal de Nápoles lo condenó a tres años de prisión por el delito de corrupción, tras haber sobornado al senador Sergio De Gregorio. Los pagos se realizaron entre 2006 y 2008, y consistieron en aproximadamente tres millones de euros.

### Polémica en torno a Silvio Berlusconi
La polémica caracterizó sus mandatos de gobierno. El revuelo levantado por la Ley Alfano es un notable ejemplo. La ley establecía que no se podía juzgar a los cuatro mayores dirigentes del Estado (el presidente de la República, el primer ministro, el presidente de la Cámara de Diputados y el del Senado) por ningún delito no relacionado con su cargo mientras estuviesen en el gobierno. Asimismo, se acusó varias veces a Berlusconi de mantener tratos con la mafia 'Ndrangheta de la región de Calabria.
Para el escritor Paul Ginsborg, autor del libro Silvio Berlusconi; televisión, poder y patrimonio, la combinación de populismo antidemocrático y poder mediático de Berlusconi lo convertía en una gran amenaza para la democracia. En el libro, una biografía que incluía sus primeras andanzas como empresario y playboy hasta la creación de su imperio empresarial Mediaset y su posterior ascenso a la presidencia del Consejo de Ministros de Italia, analizaba las relaciones de carácter comercial, los intereses económicos y los procesos judiciales del presidente de Italia; pero sin dejar de exponer la caracterización de la sociedad italiana, que aupó y permitió el triunfo de una figura como la suya. Berlusconi planeaba presentarse de nuevo a elecciones en 2018 con un programa de corte liberal basado en privatizaciones masivas, pero sus condenas por evasión fiscal no le dejaron hacerlo.

### Ataque a Berlusconi
Massimo Tartaglia, paciente psiquiátrico de 42 años, agredió a Berlusconi la noche del 13 de diciembre de 2009. Berlusconi salía de un mitin político en Milán tras un acto de la coalición gobernante del Pueblo de la Libertad (PdL), realizado en el marco de la campaña para las elecciones regionales de marzo. Cuando se detuvo a firmar autógrafos en la plaza de la catedral de la ciudad, recibió el impacto de una estatuilla de plástico y yeso en miniatura de la catedral de Milán. El golpe, recibido en la boca y en el rostro, le provocó heridas sangrantes en la nariz y la boca. El ministro de defensa italiano, Ignazio La Russa, que se encontraba junto al premier cuando fue atacado, declaró que el agresor «parecía tener algo en la mano» y que «se le detuvo inmediatamente».
La Russa explicó que la policía en seguida lo arrestó y lo sustrajo de un linchamiento seguro: «Si no hubiera estado la policía, del agresor solo habrían quedado pedacitos». Se trasladó a Berlusconi al hospital San Raffaele, donde permaneció en observación durante 24 horas.
«Se veía al presidente conmocionado, pero reaccionó con su temperamento habitual», declaró el director de comunicación del centro asistencial, que señaló que Berlusconi había sufrido «contusiones importantes en el rostro, con heridas internas y externas en el labio superior y dos dientes fracturados». La radiografía también mostró una pequeña fractura en la nariz.
Tartaglia, el agresor, fue inculpado por «provocar lesiones con el agravante de premeditación» por haber atacado al premier con una réplica en miniatura del Duomo di Milano, un souvenir con zócalo de metal que los turistas suelen comprar.
Según una carta facilitada a la agencia de noticias italiana ANSA, Tartaglia se disculpó por la agresión y escribió que no se reconocía a sí mismo. Afirmó también que actuó en solitario y que no tenía ninguna afiliación o militancia política.

### Dimisión
El 12 de noviembre del 2011 presentó su dimisión cuando se aprobó la Ley de Presupuestos de 2012, que incluía las reformas económicas que exigía la Unión Europea. El primer ministro ya había adelantado que renunciaría tras aprobarse la ley. Mientras tanto, la jefatura de Gobierno la asumió el senador vitalicio Mario Monti, al que Giorgio Napolitano nombró de improviso para institucionalizar su figura, blindarla y proyectarla hacia la jefatura del Gobierno.

### Elecciones generales de 2018
En las elecciones generales de Italia de 2018, convocadas para el 4 de marzo se postuló como líder político de Forza Italia.

## Fallecimiento
Debido a complicaciones derivadas de la leucemia mielomonocitica crónica, falleció en el hospital San Raffaele de Milán el 12 de junio de 2023. Unos días antes había sido llevado a chequeos médicos rutinarios, para posteriormente ser hospitalizado por una pulmonía severa, de la cual no se recuperó. Sus familiares dispusieron su velación en su villa privada en Arcore bajo la más estricta privacidad, y la celebración de un funeral de Estado en su memoria en la catedral de Milán, el cual fue dirigido por el arzobispo de la ciudad, Mario Delpini. Al final de la misa de cuerpo presente, los restos del ex-primer ministro fueron llevados a cremación, y luego sepultados en su capilla privada en Arcore bajo la más estricta privacidad.